# Psilopogon flavifrons
Psilopogon flavifrons е вид птица от семейство Megalaimidae.

## Разпространение
Видът е разпространен в Индия и Шри Ланка.